# 特里凡得琅大總主教列表
特里凡得琅大總主教（英語：Major Archbishops of Thiruvananthapuram），是領袖是敘利亞-瑪蘭卡禮天主教會的提高領導人。大總主教，相等於宗主教的位置。大總主教是由總主教和主教選擇產生的。當新任大總主教在當選時需由教宗任命。大總主教的總部與大總主教教座設於印度喀拉拉邦。大總主教管理的教座教區是特里凡得琅大總教區 。
以下敘述的為特里凡得琅大總主教的列表：

## 特里凡得琅總主教
- Geevarghese Mar Ivanios, OIC (1932年-1953年)
  - vacant (1953-1955)
- Benedict Mar Gregorios, OIC (1955年-1994年)
- Cyril Mar Baselios, OIC (1995年-2005年)

## 特里凡得琅大總主教
- Cyril Baselios Catholicos, OIC (2005年-2007年)
- 巴塞利奧斯·克利米斯·托通克爾樞機 (2007-現任)

## 外部連結
- 敘利亞-瑪蘭卡禮天主教會 （页面存档备份，存于）